# Nos enfants chéris (série télévisée)
Pour les articles homonymes, voir Nos enfants chéris.
Nos enfants chéris est une série télévisée française en 24 épisodes de 26 minutes créée par Benoît Cohen et diffusée entre le 10 septembre 2007 et le 15 septembre 2008 sur Canal+.

## Synopsis
Cette série reprend l'histoire de couples de trentenaires, trois ans après le long métrage Nos enfants chéris.
Constance et Martin partent en vacances avec leurs enfants issus de précédentes unions. Ils sont mis sous pression entre des enfants impossibles à vivre et des copains plutôt collants. 

## Distribution
- Mathieu Demy : Martin
- Romane Bohringer : Constance
- Mathias Mlekuz : Arnaud/Hervé (saison 1)
- Lionel Abelanski : Arnaud/Hervé (saison 2)
- Laurence Côte : Ariane
- Éléonore Pourriat : Claire
- Fabio Zenoni : Jean-Marc
- Céline Menville : Hélène
- Alain Fromager : Patrick

## Épisodes

### Première saison (2007)
1. Vive les vacances
2. En famille
3. Le boulet
4. La tarte
5. Fumier
6. Tonton Hervé
7. Dérapage
8. Le rêve
9. La ferme !
10. Joyeux anniversaire
11. Accouche !
12. Petits arrangements

### Deuxième saison (2008)
1. Doubles Vies
2. Martin nique
3. Vive les mariés !
4. Rhum arrangé
5. Paris c'est fini
6. En trans
7. C'est grave docteur
8. Baston en Aveyron
9. Je suis coupable
10. Familles décomposées
11. Joyeux Noël
12. Nouveaux dadas